# Grabovo (gmina Ražanj)
Grabovo (cyr. Грабово) – wieś w Serbii, w okręgu niszawskim, w gminie Ražanj. W 2011 roku liczyła 161 mieszkańców.